# Auguste Regnaud de Saint-Jean d'Angély
Auguste Regnaud de Saint-Jean d'Angély, francoski maršal, * 30. julij 1794, † 1. februar 1870.